# Pyrinia grata
Pyrinia grata là một loài bướm đêm trong họ Geometridae.